# Dendryphantes pseudochuldensis
Dendryphantes pseudochuldensis är en spindelart som beskrevs av Peng X., Xie L., Kim 1994. Dendryphantes pseudochuldensis ingår i släktet Dendryphantes och familjen hoppspindlar. Inga underarter finns listade i Catalogue of Life.